# Euhebardula stellata
Euhebardula stellata är en kackerlacksart som först beskrevs av Hanitsch 1923.  Euhebardula stellata ingår i släktet Euhebardula och familjen småkackerlackor. Inga underarter finns listade i Catalogue of Life.